# Cantó de Bavay
El cantó d'Bavay és una divisió administrativa francesa, situada al departament del Nord i la regió dels Alts de França.

## Composició
El cantó de Bavay aplega les comunes següents :
- Amfroipret
- Audignies
- Bavay
- Bellignies
- Bermeries
- Bettrechies
- Feignies
- Gussignies
- Hon-Hergies
- Houdain-lez-Bavay
- La Flamengrie
- La Longueville
- Mecquignies
- Obies
- Saint-Waast
- Taisnières-sur-Hon

## Història
| Date d'elecció                        | Identitat   | Partit |
| ------------------------------------- | ----------- | ------ |
| 1994-                                 | Jean Jarosz | PCF    |
| Les dades anteriors no són conegudes. |             |        |
|                                       |             |        |

## Demografia
| 1962 | 1968   | 1975   | 1982   | 1990   | 1999   | 2006   |
| ---- | ------ | ------ | ------ | ------ | ------ | ------ |
| -    | 18.589 | 18.953 | 19.437 | 20.040 | 19.840 | 19.911 |